# 島田燁子
島田 燁子 （しまだ あきこ、1936年3月19日 - ）は、日本の哲学者。学校法人文京学園理事長、同学園長、文京学院大学学長。専攻は、哲学・倫理学。職業倫理や日本のフェミニズム思想、東洋宗教思想、比較宗教学等の研究も行った。

## 学歴
- 1958年 早稲田大学第一文学部哲学科西洋哲学専攻 (卒業)
- 1960年 早稲田大学大学院文学研究科西洋哲学専攻修士課程(修了)
- 1964年 早稲田大学大学院文学研究科西洋哲学専攻博士課程(単位取得満期退学)

## 学位
- 1960年 文学修士 (早稲田大学)

## 主な経歴
- 1968年 文京女子短期大学 専任講師
- 1971年 文京女子短期大学 助教授
- 1977年 文京女子短期大学 教授
- 1990年 文京女子短期大学 学長、学校法人文京学園理事長
- 1991年 文京女子大学 学長
- 1995年 文部省学校法人審議会委員
- 2002年 文京女子大学は文京学院大学に校名変更
- 2009年 現在、文京学院大学学長・学校法人文京学園理事長、学校法人文京学園学園長
- 2016年 春の叙勲で旭日中綬章を受章[1]。

## 主要な著作
- 1979年 転換期の倫理(共著) 北樹出版
- 1981年 東洋の倫理-西田幾多郎の世界(共著) 北樹出版
- 1981年 シェリング実存思想の研究(単著) 北樹出版
- 1981年 宗教の現象学(共著) 東方出版
- 1990年 日本人の職業倫理(単著) 有斐閣
- 1993年 21世紀の思想を求めて(講座比較思想,第3巻) (分担執筆) 北樹出版
- 1996年 日本のフェミニズム(単著) 北樹出版
- 1996年 生命の倫理を考える-バイオエシックスの思想(単著) 北樹出版
- 1998年 東西における知の探究(共著) 北樹出版
- 2002年 日本のフェミニズム-源流としての晶子・らいてう・菊栄・かの子-(単著) 北樹出版

## その他執筆
- 1991年 日本人の職業倫理を考える(大法輪,平成3年1月号)

## 関係者
- 島田イシ - 義母、学校法人文京学園初代理事長、元文京女子短期大学学長
- 島田和幸 - 島田イシの次男、夫、同2代理事長、元文京女子短期大学学長
- 島田昌和 - 次男、同副理事長

## 関連事項
- フェミニズム
- フェミニスト
- 文京学院大学